# Ленэй, Шона
Шона Ленэй (англ. Shawna Leneé, наст. имя Шона Скотт, англ. Shawna Scott; род. 14 апреля 1987 года, Кливленд, Огайо) — американская порноактриса.

## Биография
Училась в средней школе Мидвью, Графтон, Огайо. Первым местом работы был фаст-фуд ресторан Wendy's, где она работала клерком.
В возрасте 18 лет приехала в Лос-Анджелес с целью стать порнозвездой, о чём мечтала с 15 лет.
В 2005 году снялась в первой сцене для фильма Service Animals #21. Шона занималась анальным сексом только однажды со своим бывшим, но не исключает повторить и на карьерном уровне.
В 2008 году появилась на обложке июльского номера журнала Penthouse, став также «Киской Месяца» (Pet of the Month).
На 2012 год снялась в 228 фильмах.

## Премии и номинации
- 2008 — Dr. Brody’s Must-See Girl
- 2008 — Fleshbot’s Crush of the Year
- 2008 — June Penthouse Pet of the Month
- 2008 — Twistys Thread of the Month May
- 2008 — The Hottest Girl in Porn (zusammen mit Jayden Jaymes)
- 2009 — Penthouse Pet of the Year Runner-Up
- 2009 — AVN Award — Nominierung in der Kagegorie: Best Threeway Sex Scene — «Cheerleaders»
- 2009 — AVN Award — Nominierung in der Kagegorie: Best Supporting Actress — «This Ain’t the Munsters XXX»
- 2010 — AVN Award — невоспетая старлетка года
- 2010 — AVN Award — Nominierung in der Kategorie: Best Solo Sex Scene — «Deviance»
- 2010 — AVN Award — Nominee for Best All-Girl Group Sex Scene — «Babes Illustrated 18»
- 2011 — AVN Award — Nominee for Best All-Girl Three-Way Sex Scene — «This Ain’t I Dream of Jeannie XXX»
- 2011 — AVN Award — Nominee for Most Outrageous Sex Scene — «Rocco’s Bitch Party 2»